# سیاه‌چال‌ها و اژدهایان: شرافت دزدها
سیاه‌چال‌ها و اژدهایان: شرافت دزدها (انگلیسی: Dungeons & Dragons: Honor Among Thieves) فیلم کمدی سرقتِ فانتزی آمریکایی محصول ۲۰۲۳ به کارگردانی جاناتان گلداستاین و جان فرانسیس دالی است که فیلم‌نامه را به‌همراه مایکل گیلیو بر اساس داستانی از کریس مک‌کی و گیلیو به نگارش درآورده‌اند. داستان این فیلم که بر اساس بازی نقش‌آفرینی رومیزی سیاه‌چال‌ها و اژدهایان ساخته شد، در فضایی جنگی جریان دارد و هیچ ارتباطی با سه‌گانهٔ سینمایی سیاه‌چال‌ها و اژدهایان (۲۰۰۰–۲۰۱۲) ندارد. گروه بازیگران شامل کریس پاین، میشل رودریگز، رگی-ژان پیج، جاستیس اسمیث، سوفیا لیلیس و هیو گرانت می‌شود.
ساخت این فیلم از سال ۲۰۱۳ مراحل مختلفی را در روند توسعه طی کرد. پس از اینکه برادران وارنر پیکچرز دو شرکت هاسبرو و یونیورسال پیکچرز را در دعوی قضایی بر سر حق انتشار سینمایی شکست داد، توسعهٔ آن آغاز شد. مدتی بعد پارامونت پیکچرز ساخت فیلم را بر عهده گرفت و کارگردانان مختلفی برای آن در نظر گرفته شدند. گلداستاین و دالی آخرین نویسندگان/کارگردانان بودند و از عناصر کوشش قبلی کارگردان، کریس مک‌کی، و فیلمنامه‌نویس مایکل گیلیو برای ساخت این فیلم استفاده کردند. فیلمبرداری در آوریل ۲۰۲۱ در ایسلند و سپس ایرلند شمالی آغاز شد.
سیاه‌چال‌ها و اژدهایان: شرافت دزدها در ۱۰ مارس ۲۰۲۳ در جشنوارهٔ جنوب از جنوب غربی به نمایش درآمد و در ۳۱ مارس توسط پارامونت پیکچرز در ایالات متحده منتشر شد. این فیلم نقدهای مثبتی از سوی منتقدان دریافت کرد و بیش از ۲۰۸ میلیون دلار در سراسر جهان فروخت.

## بازیگران
- کریس پاین در نقش ادگین دارویس
- میشل رودریگز در نقش هولگا کیلگور
- رگی-ژان پیج در نقش زِنک یِندار
- جاستیس اسمیث در نقش سایمون اومار
- سوفیا لیلیس در نقش دوریک
- هیو گرانت در نقش فورج فیتزویلیام
- کلوئی کلمن در نقش کیرا دارویس
- دیزی هد در نقش سوفیا
- جیسون وانگ در نقش درالاس
- بردلی کوپر در نقش مارلامین
- ایان هنمور در نقش زاس تام

## بازخورد

### گیشه
سیاه‌چال‌ها و اژدهایان: شرافت دزدها توانست ۹۳٫۳ میلیون دلار در ایالات متحده و کانادا، و ۱۱۴٫۹ میلیون دلار در مناطقِ دیگر جهان فروش داشته باشد، که در مجموع فروش آن در جهان به ۲۰۸٫۲ میلیون می‌رسد.
در خارج از ایالات متحده و کانادا، این فیلم در اولین آخر هفته اکران خود ۳۳ میلیون دلار از ۶۰ بازار فروش کرد. در آخر هفته دوم، این فیلم ۱۵٫۵ میلیون دلار فروش داشت که رقم آن ۴۵٪ کاهش داشت. این فیلم در سومین آخر هفته اکران خود ۱۳٫۸ میلیون دلار دیگر از ۶۴ بازار به دست آورد.

### بازخورد منتقدان
در وبگاه جمع‌آوری نقد راتن تومیتوز، ٪۹۱ از ۲۸۶ بررسی منتقدان مثبت است و میانگینِ امتیاز آن ۷٫۳/۱۰ است. اجماع این وبگاه چنین می‌نویسد: «سیاه‌چال‌ها و اژدهایان: شرافت دزدها کمدی بسیار خوش‌ذوق با درون‌مایهٔ احساسی استواری است که فانتزی و ماجراجویی سرگرم‌کننده‌ای ارائه می‌دهد حتی اگر میزان سلامتی خود از عملیات خود را نمی‌دانید.» این فیلم در متاکریتیک که از میانگین وزنی استفاده می‌کند، بر اساس نظر ۵۷ منتقدین امتیاز ۷۲ از ۱۰۰ را کسب کرده که نشان‌گر «نقدهای عموماً مطلوب» است. تماشاگران شرکت‌کننده در نظرسنجی سینماسکور به این فیلم نمرهٔ «A−» در مقیاس «A+» تا «F» دادند، در حالی که نظرسنجی‌های پست‌ترک گزارش دادند که ۹۰ درصد از مخاطبان به فیلم نمره مثبت داده‌اند و ۷۷ درصد گفته‌اند که قطعاً آن را توصیه می‌کنند.

## آینده
در فوریهٔ ۲۰۲۲، یک مجموعهٔ تلویزیونی اسپین‌آف اعلام شد. قرار است راوسون مارشال تربر وظیفهٔ ساختن، نویسندگی، تهیه‌کنندگی اجرایی، و فعالیت در مقام شورانر آن را داشته باشد. او همچنین قسمت نخست آن را کارگردانی خواهد کرد. شرکت‌های استریم و شبکه‌های مختلفی در پیشنهاد قیمت برای کسب حقوق توزیع شرکت کردند. در ژانویه ۲۰۲۳، اعلام شد که پارامونت پلاس مستقیماً سفارش ساخت سریال را داده و شامل هشت قسمت خواهد شد.